# Zoétgomdé (Salogo)
Pour les articles homonymes, voir Zoétgomdé.
Zoétgomdé, parfois orthographié Zetgomdé, est une commune rurale située dans le département de Salogo de la province du Ganzourgou dans la région Plateau-Central au Burkina Faso.

## Géographie
Zoétgomdé est situé à environ 13 km au nord-ouest de Salogo, le chef-lieu du département, et à environ 2 km au sud de Zamsé.

## Santé et éducation
Le centre de soins le plus proche de Zoétgomdé est le centre de santé et de promotion sociale (CSPS) de Zamsé tandis que le centre médical avec antenne chirurgicale (CMA) se trouve à Zorgho.